# 布魯克萊恩鎮區 (密蘇里州格林縣)
布魯克萊恩鎮區（英語：Brookline Township）是位於美國密蘇里州格林縣的一個行政鎮區。

## 地方資料
布魯克萊恩鎮區的面積為53.88平方千米，當中陸地面積為53.84平方千米，而水域面積為0.01平方千米。根據2020年美國人口普查的數據，當地共有人口2520人，而人口密度為每平方千米46.77人。